# Козин, Яков Дмитриевич
Яков Дмитриевич Козин (19 [31] октября 1896, Нижне-Чирская, область Войска Донского — 18 февраля 1973, Симферополь) — советский учёный-геолог и геоморфолог, доктор геолого-минералогических наук, профессор, художник. Работал в Крымском филиале АН СССР. Первый президент Малой Академии наук школьников Крыма «Искатель» (1963—1973). Художник-акварелист, член Союза художников СССР.

## Биография
Родился 19 (31) октября 1896 года в станице Нижне-Чирская, Область Войска Донского.
Окончил среднюю школу в 1914 году, затем поступил в Казанское военное училище. После выпуска попал на Западный фронт. В 1917 году солдаты выбирают его членом полкового комитета и адъютантом полка. В 1918—1925 годах — заместитель начальника, а затем начальник штаба Реввоенсовета Астраханско-Прикаспийского края. С 11-й армией Я. Д. Козин прошёл путь от Астрахани до Минеральных вод, Грозного, Махачкалы, Баку, Тбилиси, городов Украины. С 1925 года он демобилизовался и стал сотрудником «Азнефти» в городе Баку.
Высшее образование получил на историко-филологическом факультете Азербайджанского университета (1928) и в Азербайджанском политехническом (нефтяном) институте (1932).
В 1935 году академик Ф. Ю. Левинсон-Лессинг пригласил его на работу в геологический сектор Азербайджанского отделения Закавказского филиала АН на должность научного сотрудника и ученого секретаря.
В 1937 году защитил кандидатскую диссертацию по тематике геологии Кавказа. В годы Великой Отечественной войны продолжал исследования нефтеносных площадей Азербайджана, готовил кадры специалистов-геологов.
В 1947 году в Институте геологических наук АН СССР им была выполнена и защищена докторская диссертация по геологической истории Каспийского моря и сопредельных территорий.
С 1948 года — один из руководителей Крымской базы, а затем и в Крымском филиале АН СССР (в 1956 году преобразован в Институт минеральных ресурсов, Симферополь).
Я. Д. Козин писал:

Для создания своей базы на Крымском полуострове, у штаба советской науки — Всесоюзной Академии наук — много причин. Перед каждым из шести организуемых секторов: геологии, почвоведения, ботаники, зоологии, химии, истории и археологии открывается обширное поле для интереснейшей и полезной научно-исследовательской работы… Объединяя достижения ученых, которые работают и которым предстоит работать в Крыму, координируя деятельность крымских научных учреждений, база Академии наук ставит своей задачей энергичную помощь хозяйственному и культурному расцвету Крыма.
В 1949 году ему было присвоено учёное звание профессора. В 1949—1973 годах также профессор кафедр физической географии и общего землеведения географического факультета Крымского государственного педагогического института им. М. В. Фрунзе (с 1972 года Симферопольского государственного университета им. М. В. Фрунзе).
Скончался 18 декабря 1973 году в Симферополе.

## Общественная деятельность
Член КПСС.
Был депутатом Крымского областного совета и Симферопольского городского совета. Председатель президиума Крымского общества «Знание». Член областного Комитета защиты мира. Действительный член Географического общества СССР, руководитель первого подразделения Академии наук СССР в Крыму. Ответственный редактор журнала «Труды Крымского филиала АН СССР».
Работал с одарённой школьной молодежью, первый президент Малой Академии наук школьников Крыма «Искатель» в 1963—1973 годах.

## Творчество
С молодости увлекался живописью. Учился у В. М. Зуммера. Работал в отрасли искусствоведения, художественной критики и акварельной живописи. Участвовал в выставках: городских с 1918, областных с 1966. Основные произведения: «Росписи хат Екатеринославской губернии», Баку, 1926; «Азимзаде Азим», М., 1953; «Певец Крыма», Симферополь, 1949; статьи в периодической прессе и докладе; пейзажи Азербайджана и Крыма (1940, 1956—1964) и другие.
Две акварельные работы Я. Д. Козина на темы ландшафтов Крымского предгорья экспонируются на постоянной выставке картин известных художников во флигеле Алупкинского дворца-музея (коллекция профессора В. Н. Голубева).

## Награды
Награждён орденами Трудового Красного Знамени и Красной Звезды, медалью.

## Память
В связи со 100-летним юбилеем со дня рождения Я. Д. Козина (1996) по ходатайству крымских географов Карстовая комиссия Крымской АН приняла решение навсегда увековечить имя учёного на карте Крыма, назвав именем геолога и географа карстовую полость — пещеру Карабийская-II, открытую и исследованную Комплексной карстовой экспедицией АН УССР в 1963 году под руководством В. Н. Дублянского на яйле Караби.

## Научные труды
Среди публикаций:
- История Каспийского моря в плиоценовое время. Баку: Изд-во АзФАН, 1938. 48 с. (Популярная естественно-научная серия/ Азерб. филиал Акад. наук СССР; Вып. 4);
- Плиоценовые трансгрессии и регрессии в пределах Азербайджана. Баку: Изд-во АзФАН, 1940. 144 с. (Геологический институт им. И. М. Губкина / Акад. наук СССР, Азерб. филиал; Вып. XXX);
- Солнечный край: Краткий очерк о Крыме. Симферополь: Крымиздат, 1951. 255 с.;
- Геологическое прошлое Крыма. М.: Изд-во АН СССР, 1954. 128 с.;
- Богатства крымских недр. Симферополь: Крымиздат, 1956. 71 с. (Очерки природы Крыма);
- Геологическое прошлое Крым. Москва: Изд-во Акад. наук СССР, 1954. 128 с. (Научно-популярная серия / Акад. наук СССР);
- Орографическая схема Крыма // Известия Крымского отдела географического общества СССР. 1961. Вып. 6. С. 5-20 (в соавторстве).